# Université Mount-Saint-Joseph
 (août 2022).
La mise en forme du texte ne suit pas les recommandations de Wikipédia : il faut le « wikifier ».
Les points d'amélioration suivants sont les cas les plus fréquents. Le détail des points à revoir est peut-être précisé sur la page de discussion.
- Les titres sont pré-formatés par le logiciel. Ils ne sont ni en capitales, ni en gras.
- Le texte ne doit pas être écrit en capitales (les noms de famille non plus), ni en gras, ni en italique, ni en « petit »…
- Le gras n'est utilisé que pour surligner le titre de l'article dans l'introduction, une seule fois.
- L'italique est rarement utilisé : mots en langue étrangère, titres d'œuvres, noms de bateaux, etc.
- Les citations ne sont pas en italique mais en corps de texte normal. Elles sont entourées par des guillemets français : « et ».
- Les listes à puces sont à éviter, des paragraphes rédigés étant largement préférés. Les tableaux sont à réserver à la présentation de données structurées (résultats, etc.).
- Les appels de note de bas de page (petits chiffres en exposant, introduits par l'outil «  Source ») sont à placer entre la fin de phrase et le point final[comme ça].
- Les liens internes (vers d'autres articles de Wikipédia) sont à choisir avec parcimonie. Créez des liens vers des articles approfondissant le sujet. Les termes génériques sans rapport avec le sujet sont à éviter, ainsi que les répétitions de liens vers un même terme.
- Les liens externes sont à placer uniquement dans une section « Liens externes », à la fin de l'article. Ces liens sont à choisir avec parcimonie suivant les règles définies. Si un lien sert de source à l'article, son insertion dans le texte est à faire par les notes de bas de page.
- La présentation des références doit suivre les conventions bibliographiques. Il est recommandé d'utiliser les modèles {{Ouvrage}}, {{Chapitre}}, {{Article}}, {{Lien web}} et/ou {{Bibliographie}}. Le mode d'édition visuel peut mettre en forme automatiquement les références.
- Insérer une infobox (cadre d'informations à droite) n'est pas obligatoire pour parachever la mise en page.

Pour une aide détaillée, merci de consulter Aide:Wikification.
Si vous pensez que ces points ont été résolus, vous pouvez retirer ce bandeau et améliorer la mise en forme d'un autre article.
 (juillet 2022).
 (juillet 2025).
Le contenu est difficilement compréhensible vu les erreurs de traduction, qui sont peut-être dues à l'utilisation d'un logiciel de traduction automatique.
L'université Mount-Saint-Joseph (The Mount) est une université catholique privée située à Delhi, dans l'Ohio. Elle a été fondée en 1920 par les Sœurs de la Charité de Cincinnati.
Les inscriptions dépassent 2 300 candidats, avec plus de 1 800 étudiants de premier cycle et environ 300 étudiants des cycles supérieurs. The Mount propose 48 programmes de premier cycle, neuf diplômes d'associé et des programmes pré-professionnels et de certificat, ainsi que des programmes d'études supérieures.

## Histoire

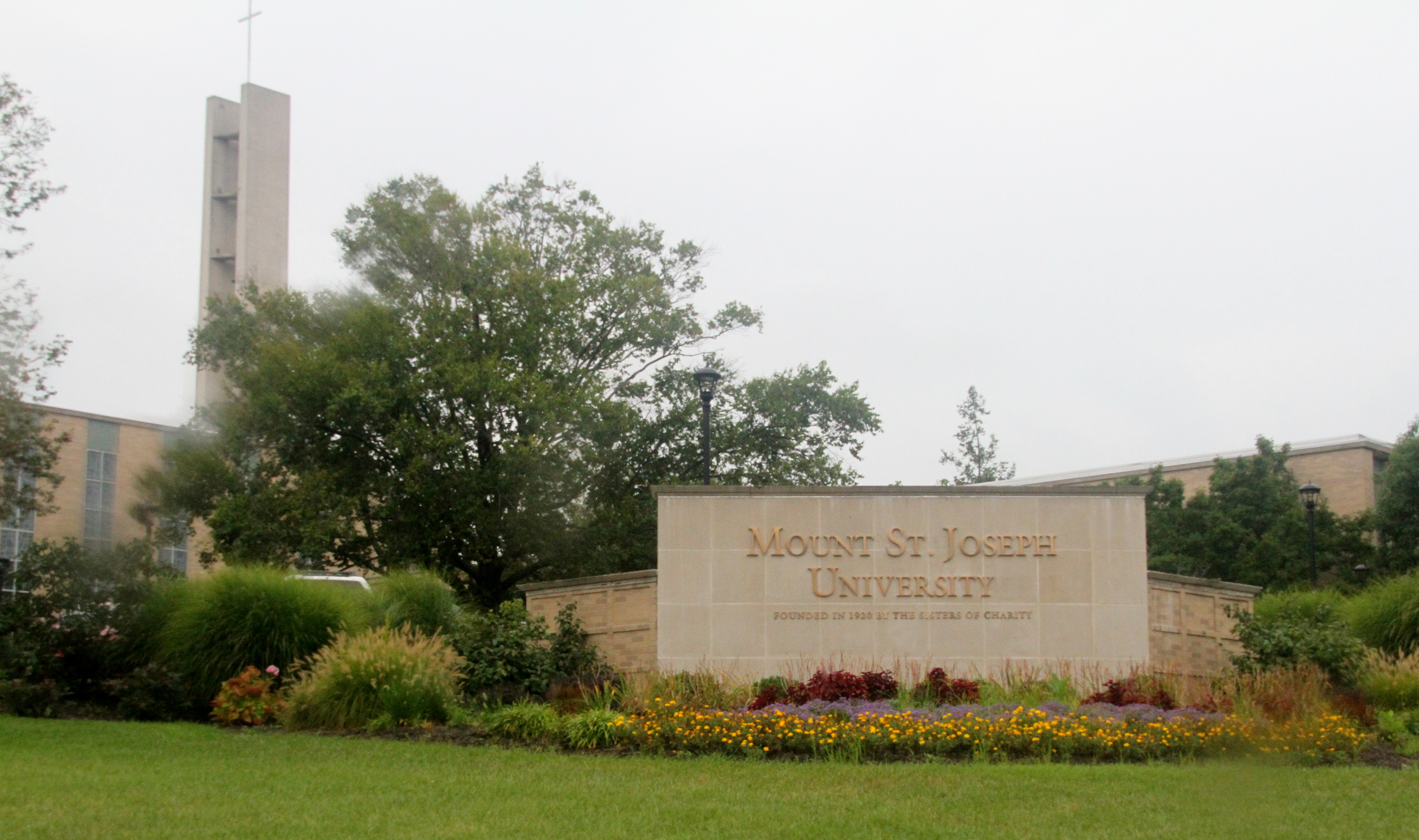

L'Université Mount St. Joseph a été créée par les Sœurs de la Charité de Cincinnati, dans l'Ohio, une congrégation religieuse dont les racines remontent à Elizabeth Ann Seton, la première sainte canonisée d'Amérique du Nord. Les premières Sœurs de la Charité sont arrivées à Cincinnati du Maryland en 1829 et ont ouvert l'Académie de Saint-Peter, puis l'Académie de Saint-Mary. En 1853, ces écoles ont été remplacées par l'Académie Mount-Saint-Vincent. En 1906, l'académie a été nommée Mount-Saint-Joseph après un déménagement dans la propriété Mount-Saint-Joseph dans le canton de Delhi de Cincinnati, propriété des Sœurs de la Charité.
L'Académie Mount-Saint-Joseph proposait un programme d'études secondaires de quatre ans, mais également des études de troisième cycle couvrant deux années d'études collégiales. En 1920, le ministère de l'Éducation de l'Ohio a accordé une approbation formelle pour un programme d'études collégiales. Le Collège de Mount-Saint-Joseph a ouvert ses portes à ses 20 premiers étudiants en septembre 1920 en tant que premier collège catholique pour femmes du sud-ouest de l'Ohio - la même année que les femmes américaines ont obtenu le droit de vote.
Dans les années 1950, les Sœurs de la Charité ont prévu de développer une propriété à l'intersection des routes de Delhi et de Neeb dans un nouveau campus qui a ouvert ses portes à l'automne 1962. Dans les années 1970, l'éducation des adultes a amené une nouvelle population de femmes et d'hommes sur le campus pour des études menant à un diplôme, et en 1986, le collège était mixte. Les Sœurs de la Charité ont continué à exploiter le collège jusqu'en 1972, date à laquelle the Mount a été incorporé sous un conseil d'administration. L'institution reste un ministère parrainé des Sœurs de la Charité.
Le 9 octobre 2013, le collège a annoncé le changement de statut d'université. Elle serait connue sous le nom de l'Université Mount-Saint-Joseph, à compter du 1er juillet 2014. Le changement de désignation reflète l'expansion de l'offre académique de l'établissement, notamment l'augmentation de son nombre de programmes d'études supérieures pour les diplômes de maîtrise et de doctorat, ainsi que la mise en œuvre de programmes en ligne.

## Athlétisme
The Mount présente 23 équipes sportives de la Division III de la NCAA appelées les Lions, dont la plupart participent à la Heartland Collegiate Athletic Conference.
Sports masculins : Baseball, basketball, cross-country, football, golf, lacrosse, soccer, tennis, athlétisme, volleyball, lutte et sports électroniques.
- Deux sports masculins non parrainés par le HCAC ont des affiliations distinctes, toutes deux dans des conférences créées pour l'année scolaire 2014-15. Lacrosse joue dans l'Ohio River Lacrosse Conference et le volleyball joue dans la Midwest Collegiate Volleyball League.

Sports féminins : basketball, cheerleading, cross-country, danse, golf, lacrosse, soccer, softball, tennis, athlétisme, volleyball et sports électroniques.
- Le HCAC ne parraine pas la crosse féminine; cette équipe joue du côté féminin de l'Ohio River Lacrosse Conference.
- Le cheerleading, la danse et les sports électroniques sont des sports reconnus par les universités, mais ne sont pas reconnus comme sports officiels de la NCAA.

### Lauren Hill
À la fin de 2014, la joueuse de basket-ball de première année Lauren Hill souffrait d'une tumeur au cerveau inopérable et risquait de mourir avant la fin de cette année-là, et souhaitait jouer dans un match universitaire avant sa mort. Le match d'ouverture de la saison de Mount contre Hiram College, initialement prévu pour le 15 novembre, a été déplacé avec l'approbation de la NCAA au 2 novembre; lorsque l'événement a dépassé le campus MSJ, l'Université Xavier a donné à MSJ l'utilisation gratuite de son arène, Cintas Center. Dans un match à guichets fermés qui a fini par être télévisé à l'échelle nationale par Fox College Sports, Hill a marqué les premier et dernier paniers. Le jeu a été le début d'une campagne de collecte de fonds caritative qui, au moment de sa mort en avril 2015, a permis de recueillir plus de 1,5 million de dollars pour la recherche sur le cancer spécifique dont Hill souffrait. Elle a continué à jouer dans trois autres matchs avant que sa santé déclinante ne l'oblige à mettre fin à sa carrière de joueuse. Hill est finalement décédée de sa tumeur au cerveau le 10 avril 2015. Depuis sa mort, MSJ et Xavier se sont associés pour un double programme annuel de basket-ball féminin d'ouverture de la saison, le Lauren Hill Tipoff Classic, au Cintas Center.

## Publications étudiantes
Le journal étudiant de l'université, Dateline, est publié mensuellement.
Le magazine d'alphabétisation de l'université, Lions-on-line, est publié chaque semestre.
Le podcast étudiant de l'université, MountCast, est publié chaque semaine.

## Vie grecque
L'université a une fraternité internationale sur le campus, Delta Tau Delta. Créé le 28 avril 2018, le chapitre Kappa Eta initie les étudiants masculins.
En octobre 2019, l'université a annoncé que Theta Phi Alpha deviendrait la première sororité internationale sur le campus pour les femmes.

## Anciens notables
- Jarrod Martin, membre de la Chambre des représentants de l'Ohio
- Lauren Hill, basketteuse et défenseure du cancer pédiatrique
- Sarah Moormann Scharper, comédienne, réalisatrice, enseignante, écrivaine et conférencière
- Denise Trauth, 9e présidente de l'Université d'État du Texas
- Nancy Noël, artiste
- Christopher Wilke, compositeur, musicien et professeur
- Jesse Minter, entraîneur de football américain
- Wes Sims, artiste martial mixte (non diplômé)

## Faculté notable
- Nikki Giovanni
- Paula Gonzalez
- Jean Pont
- Louis Terhar